# Wurm Online
Wurm Online es un videojuego multijugador masivo en línea (MMO) en 3D desarrollado por Code Club AB (anteriormente Onetofree AB y Mojang Specification AB) en Motala, Suecia. El desarrollo del juego comenzó en 2003 por el duo de amigos Rolf Jansson y Markus Persson usando Java, y fue lanzado para computadoras personales en 2006. En el juego es posible realizar combates entre jugadores y reinos.

## Jugabilidad
Wurm Online es un juego MMO sandbox. El mundo de Wurm es un entorno de fantasía de estilo medieval. Consta de más de una docena de servidores persistentes, ya sea PvE o PvP. El viaje entre las islas de los servidores se realiza cruzando los océanos circundantes en barco o mediante teletransportación a través de un portal. Los jugadores pueden cambiar el terreno y el paisaje de los servidores, que pueden bajar y elevar la tierra, cambiar los biomas y la vegetación, y más. Aparte de unas pocas ciudades iniciales prefabricadas y una cantidad mínima de NPC, todo en los servidores originalmente de naturaleza salvaje es construido y administrado por los jugadores: asentamientos, infraestructura, la economía y la interacción social.
El juego no tiene clases de personajes, pero sí más de cien habilidades que los jugadores pueden usar y entrenar libremente, entre ellas habilidades de combate y de creación; solo los personajes que se convierten en sacerdotes aceptan restricciones a cambio de habilidades mágicas. Los jugadores pueden usar un sistema de creación detallado y expansivo para construir todo, desde equipamiento hasta casas y decoraciones. Esto fomenta la especialización y el comercio, donde los jugadores pueden cooperar entre sí para lograr objetivos y completar proyectos.
Wurm Online es un juego gratuito , con un límite de habilidad que se suspende con una suscripción paga ("tiempo premium"), que se paga en moneda del mundo real o del juego ("plata", que se puede adquirir en el juego o comprar). Los jugadores pueden alquilar tierras del juego a cambio de moneda del juego, lo que ofrece control total y protección de las tierras cedidas.

## Desarrollo
Wurm está desarrollado en Java y utiliza OpenGL para renderizar el juego. El desarrollo del juego fue iniciado por Rolf Jansson y Notch. Wurm comenzó su etapa Beta en 2003 y tuvo su lanzamiento oficial en 2006. En 2007, Markus Persson dejó la compañía. Cuando se le preguntó si Wurm cerraría debido a su renuncia, Markus dijo "Wurm no se irá a ninguna parte". En 2008, el desarrollador principal comenzó a publicar un blog.
En 2011, el desarrollador principal contrató a su primer empleado remunerado, un desarrollador cliente. Posteriormente, el desarrollador contrató a un artista principal, lo que dio como resultado un total de dos empleados conocidos en julio de 2011. El juego se lanzó oficialmente en 2012.
En octubre de 2015, se lanzó una versión independiente de Wurm Online, conocida como Wurm Unlimited, en Steam como un método de pago alternativo, con una tarifa única en lugar de tener una prueba gratuita limitada y una tarifa mensual, y se juega en servidores administrados por jugadores en lugar de los servidores oficiales principales.
En 2020, Wurm Online también se agregó a Steam y se presentaron cuatro nuevos servidores oficiales.

## Recepción
Desde 2012, Massively.com ha comenzado a presentar Wurm de forma regular, a menudo haciendo transmisiones en vivo del juego y publicando actualizaciones de noticias sobre Wurm de forma regular. Massively ha elogiado a Wurm con frecuencia por su libertad ilimitada y por ser verdaderamente un MMO "sandbox" con muchas habilidades y capacidades diferentes, criticando solo el "modo de mantenimiento" que ocurre cuando se mantiene una (gran) propiedad/aldea.
Tisthammer lo analizó en una reseña de "Primeras impresiones". Los paisajes distantes se destacaron por su calidad fotográfica y el principal atractivo se vio en la interactividad del mundo, pero en general, no logró mantener la atención del crítico, que sintió que el combate basado en texto al estilo MUD ha sido eclipsado por los MMORPG modernos.
Una reseña de PC Gamer después del lanzamiento oficial fue crítica, con una puntuación del 68%, citando el compromiso de tiempo requerido así como la falta de creatividad en lo que un jugador podría lograr.
Christopher Steele de Topfreemmorpg.net elogió la jugabilidad de Wurm Online y señaló que ofrece un verdadero desafío a los jugadores.[cita requerida]
El crítico de MMO Sandboxes, Crescent Wolf, lo describió como un "verdadero título sandbox".

## Lectura adicional
- Jordan Hall, Wurm Online 1.0 Review, OnRPG.com, 28 de diciembre de 2012
- Benjy Ikimi, Wurm Online Review, gamezine.co.uk, 13 de agosto de 2009
- (en alemán) Sascha "Hugin" Wall, Wurm Online. Auf den Spuren der letzten Trapper, onlinewelten.com, 20 de julio de 2008